# Lijst van aanslagen in Egypte
Onderstaand overzicht is een kleine selectie uit de hoeveelheid aanslagen en overige geweldsdaden die in Egypte sinds het einde van de Tweede Wereldoorlog hebben plaatsgevonden.

## 1948
- 20 juni – Er wordt een bomaanslag gepleegd in de Karaïtische wijk van Caïro. Hierbij kwamen 22 Joden om het leven en werden er 41 verwond.
- 22 september – Er  worden 19 Joden gedood en 62 verwond bij een explosie in de Joodse wijk.

## 1976
- 14 augustus – Aanslag op een trein in Alexandrië. Acht mensen komen om het leven. Egypte geeft Libië de schuld van de aanslag.[1]

## 1981
- 6 oktober – De Egyptische president Anwar Sadat wordt gedood bij een aanslag tijdens een militaire parade. Behalve Sadat komen 11 anderen om het leven.

## 1985
- 5 oktober – Een Egyptische soldaat richt zijn machinegeweer op een groep Israëlische toeristen in de plaats Ras Burqa aan de Golf van Akkaba. Zeven Israëliërs komen hierbij om het leven, waaronder vier kinderen.

## 1990
- 4 februari – Bij een aanslag op een bus met Israëlische toeristen komen 11 mensen om, waaronder 9 uit Israël.[2]

## 1992
- 11 maart – Dertien Kopten komen om in de plaats Sanabu bij Asyut, wanneer mannen met automatische wapens in een Koptische wijk om zich heen beginnen te schieten.[3]

## 1993
- 26 februari – Een bomaanslag op een café in Caïro kost drie mensen het leven, 20 anderen raken gewond.[4]
- 8 juni – Een bomaanslag op een bus nabij de hoofdstad kost aan twee Egyptenaren het leven, 22 mensen raken gewonden, onder wie vijf Britten.[4]
- 27 oktober – In een hotel in Caïro  worden twee Amerikanen, een Fransman en een Italiaan gedood.[4]

## 1994
- 27 september –In de badplaats Hurghada komen twee Duitse toeristen en twee Egyptenaren om het leven door een aanslag met automatische wapens.[4]

## 1996
- 18 april – Achttien Griekse toeristen worden doodgeschoten in Caïro. Mogelijk werden ze aangezien voor Israëliërs.[4]

## 1997
- 13 februari – Nabij een kerk in een dorp bij Abu Qirqas worden 15 Kopten doodgeschoten door gewapende mannen.[5][6]
- 18 september – Er vallen 10 doden bij een aanslag voor het Egyptische Museum, meest Duitse toeristen.[4]
- 17 november – Terroristische aanslag in Luxor. Bij de aanslag kwamen 62 mensen om het leven, waarvan 58 toeristen (35 Zwitsers, tien Japanners, zes Britten, vier Duitsers, één Franse, één Colombiaan en één persoon met een Bulgaarse en Britse nationaliteit). Ook vonden vier Egyptenaren de dood: drie politieagenten en een reisgids.

## 2004
- 7 oktober – Bomaanslag in de stad Taba in de Sinai. 34 doden, waaronder veel Israëlische toeristen.[7]

## 2005
- 23 juli – De terroristische aanslagen in Sharm-el-Sheikh van 23 juli 2005 waren een serie van islamistisch gemotiveerde zelfmoordaanslagen in de populaire badplaats Sharm-el-Sheikh. Bij de aanslagen kwamen volgens de autoriteiten 64, volgens de lokale ziekenhuizen zelfs 88 mensen om het leven, voor het merendeel Egyptenaren, maar ook toeristen uit onder andere het Verenigd Koninkrijk, Duitsland en Italië.

## 2006
- 24 april – In de badplaats Dahab in de Sinaiwoestijn vindt een aanslag plaats wanneer het plaatselijk bijzonder druk is vanwege het Koptisch paasfeest. 24 doden.[8]

## 2009
- 22 februari – Op deze datum vond een bomaanslag plaats in Caïro. Hierbij kwam één persoon om het leven en raakten 23 mensen gewond.

## 2010
- 7 januari – Negen Kopten vermoord bij het uitgaan van een kerk. Vanuit een voorbijkomende auto werd het vuur op de kerkgangers geopend.[9]

## 2011
- 1 januari – Een zware aanslag op een koptische kerk in Alexandrië kost aan 23 kerkgangers het leven.
- 7 mei – Aanval op koptische kerken in Imbaba. Bij de aanval verloren 15 personen het leven. Ook vielen er 232 gewonden.

## 2012
- 5 augustus – Bij een gewapende aanval in de Sinaiwoestijn worden zeker 13 Egyptische politiemannen gedood.[10]

## 2013
- 14 augustus tot 22 augustus – Aanslagen op 37 Koptische kerken tussen 14 en 22 augustus.[11]
- 20 november – Bomaanslag op een bus met militairen nabij El-Arish. 10 doden.[12]
- 23 december – Bomaanslag op een politiebureau in Mansoura. 14 doden.[13]

## 2014
- 24 oktober – Bij een aanslag in de Sinaïwoestijn bij Rafah komen 34 Egyptische militairen om het leven.

## 2015
- 10 juni – Een zelfmoordterrorist heeft zichzelf opgeblazen bij de Tempel van Karnak in Luxor. Daarbij zijn volgens de autoriteiten vier Egyptenaren gewond geraakt.[14]
- 28 november – Gewapende mannen hebben vier beveiligers gedood bij een aanval op een controlepost in Saqqara, in de buurt van een aantal piramides.[15]
- 31 oktober - Extremistische moslims plaatsen een bom aan boord van een Russische Airbus A321 die neerstort in de Sinaï met 224 doden tot gevolg.

## 2016
- 20 maart – Op het schiereiland Sinaï zijn dertien politieagenten gedood door IS.[16]
- 11 december - Bij een bomaanslag op de Sint-Marcus-Kathedraal in Caïro zijn 25 mensen gedood[17]

## 2017
- 9 april - Bomaanslagen in Egypte op Palmzondag 2017 op kerken in Tanta en Alexandrië. Ten minste 44 mensen kwamen hierbij om het leven.
- 26 mei - Bij een aanslag op twee bussen met koptische christenen in de provincie Minya zijn ten minste 29 doden en 25 gewonden gevallen[18][19]
- 14 juli - Mesaanval op het strand van 2 resorts in Hurgada. Twee vrouwen met de Duitse nationaliteit kwamen hierbij om het leven.
- 24 november - Door een bomaanslag en gevechten bij een moskee in het Egyptische Bir-al-Abed in de Sinaï zijn 235 doden gevallen.
- 29 december - Zeker 5 doden en 10 gewonden door bomaanslag op Koptische kerk in Helwan.

## 2018
- 2 november - Bij een aanslag op een bus met koptische christenen in de provincie Minya zijn ten minste 7 doden en 14 gewonden gevallen.[20]

## 2019
- 4 augustus - Met een bomauto werd in het centrum van Cairo, nabij het Nationale Kankerinstituut, een aanslag gepleegd. Hierdoor werden 20 mensen gedood en raakten 47 mensen gewond.[21]